# Meyrals
Meyrals est une commune française située dans le département de la Dordogne, en région Nouvelle-Aquitaine.

## Géographie

### Généralités
Dans le quart sud-est du département de la Dordogne, en Périgord noir, la commune de Meyrals est bordée eu nord-est par la Petite Beune. C'est une commune rurale qui fait partie de l'aire d'attraction de Sarlat-la-Canéda. Elle est située sur un coteau très boisé dont un versant descend vers la vallée de la Dordogne et l'autre vers celle de la Vézère.
À l'intersection des routes départementales (RD) 35 et 48, le petit bourg de Meyrals se situe, en distances orthodromiques, onze kilomètres à l'est du Bugue et douze kilomètres à l'ouest de Sarlat-la-Canéda.
Entre Les Eyzies et Saint-Cyprien, un tronçon commun aux sentiers de grande randonnée GR 36 et GR 64 traverse l'ouest de la commune sur plus de deux kilomètres.

### Communes limitrophes
Meyrals est limitrophe de quatre autres communes. Au nord-est, son territoire est distant de moins de 300 mètres de celui de Marquay.
|               | Les Eyzies |                     |
|               | Meyrals    | Saint-André-d'Allas |
| Saint-Cyprien |            | Castels et Bézenac  |

### Géologie et relief

#### Géologie
Situé sur la plaque nord du Bassin aquitain et bordé à son extrémité nord-est par une frange du Massif central, le département de la Dordogne présente une grande diversité géologique. Les terrains sont disposés en profondeur en strates régulières, témoins d'une sédimentation sur cette ancienne plate-forme marine. Le département peut ainsi être découpé sur le plan géologique en quatre gradins différenciés selon leur âge géologique. Meyrals est située dans le troisième gradin à partir du nord-est, un plateau formé de calcaires hétérogènes du Crétacé.
Les couches affleurantes sur le territoire communal sont constituées de formations superficielles du Quaternaire datant du Cénozoïque et de roches sédimentaires du Mésozoïque. La formation la plus ancienne, notée c2b, date du Turonien inférieur à moyen, composée de calcaire graveleux, puis calcaires crayeux bioclastiques à rudistes passant latéralement à des calcarénites. La formation la plus récente, notée CFvs, fait partie des formations superficielles de type colluvions carbonatées de vallons secs : sable limoneux à débris calcaires et argile sableuse à débris. Le descriptif de ces couches est détaillé dans  les feuilles « no 807 - Le Bugue » et « no 808 - Sarlat-la-Canéda » de la carte géologique au 1/50 000 de la France métropolitaine, et leurs notices associées,.

Carte géologique de Meyrals.

#### Relief et paysages
Le département de la Dordogne se présente comme un vaste plateau incliné du nord-est (491 m, à la forêt de Vieillecour dans le Nontronnais, à Saint-Pierre-de-Frugie) au sud-ouest (2 m à Lamothe-Montravel). L'altitude du territoire communal varie quant à elle entre 90 m et 267 m,.
Dans le cadre de la Convention européenne du paysage entrée en vigueur en France le 1er juillet 2006, renforcée par la loi du 8 août 2016 pour la reconquête de la biodiversité, de la nature et des paysages, un atlas des paysages de la Dordogne a été élaboré sous maîtrise d’ouvrage de l’État et publié en octobre 2020. Les paysages du département s'organisent en huit unités paysagères et 14 sous-unités. La commune fait partie du Périgord noir, un paysage vallonné et forestier, qui ne s’ouvre que ponctuellement autour de vallées-couloirs et d’une multitude de clairières de toutes tailles. Il s'étend du nord de la Vézère au sud de la Dordogne (en amont de Lalinde) et est riche d’un patrimoine exceptionnel.

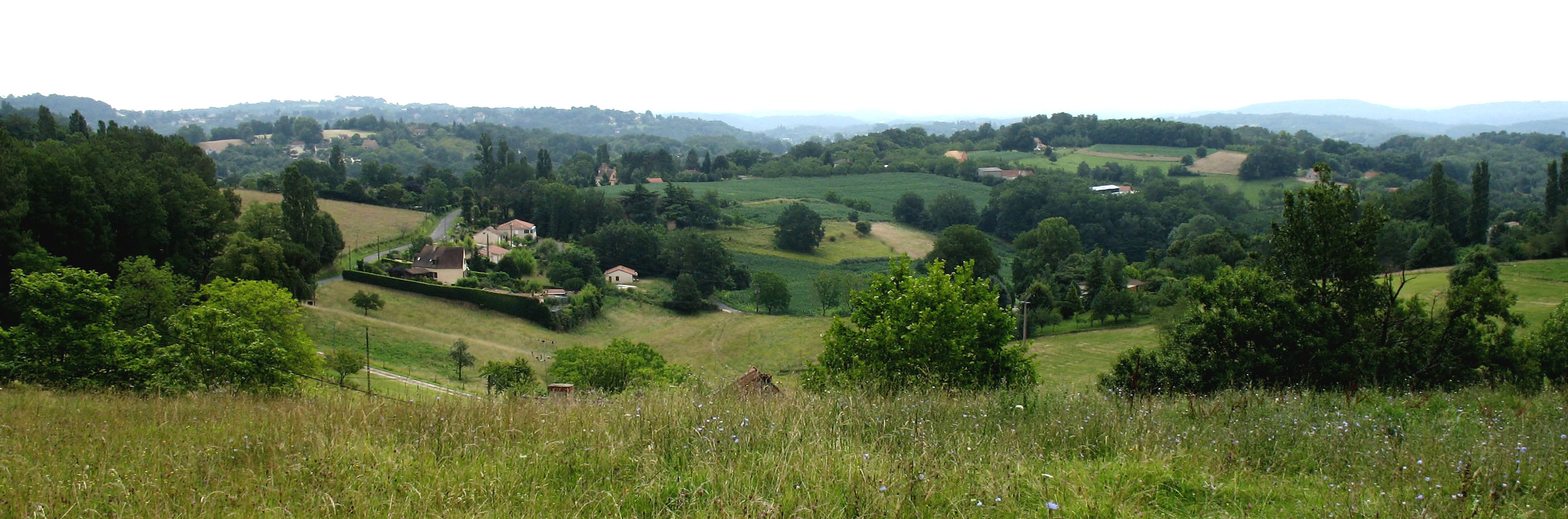
Paysage autour de Meyrals.

La superficie cadastrale de la commune publiée par l'Insee, qui sert de référence dans toutes les statistiques, est de 18,16 km2,,. La superficie géographique, issue de la BD Topo, composante du Référentiel à grande échelle produit par l'IGN, est quant à elle de 18,74 km2.

### Hydrographie

#### Réseau hydrographique
La commune est située dans le bassin de la Dordogne au sein du Bassin Adour-Garonne. Elle est drainée par la Petite Beune, et par un petit cours d'eau, qui constituent un réseau hydrographique de 4 km de longueur totale,.
La Petite Beune, ou Beune du Paradoux dans sa partie amont, d'une longueur totale de 11,74 km, prend sa source dans la commune de Marquay et se jette dans la Grande Beune en rive gauche aux Eyzies, en bordure de la RD 47.

Réseaux hydrographique et routier de Meyrals.
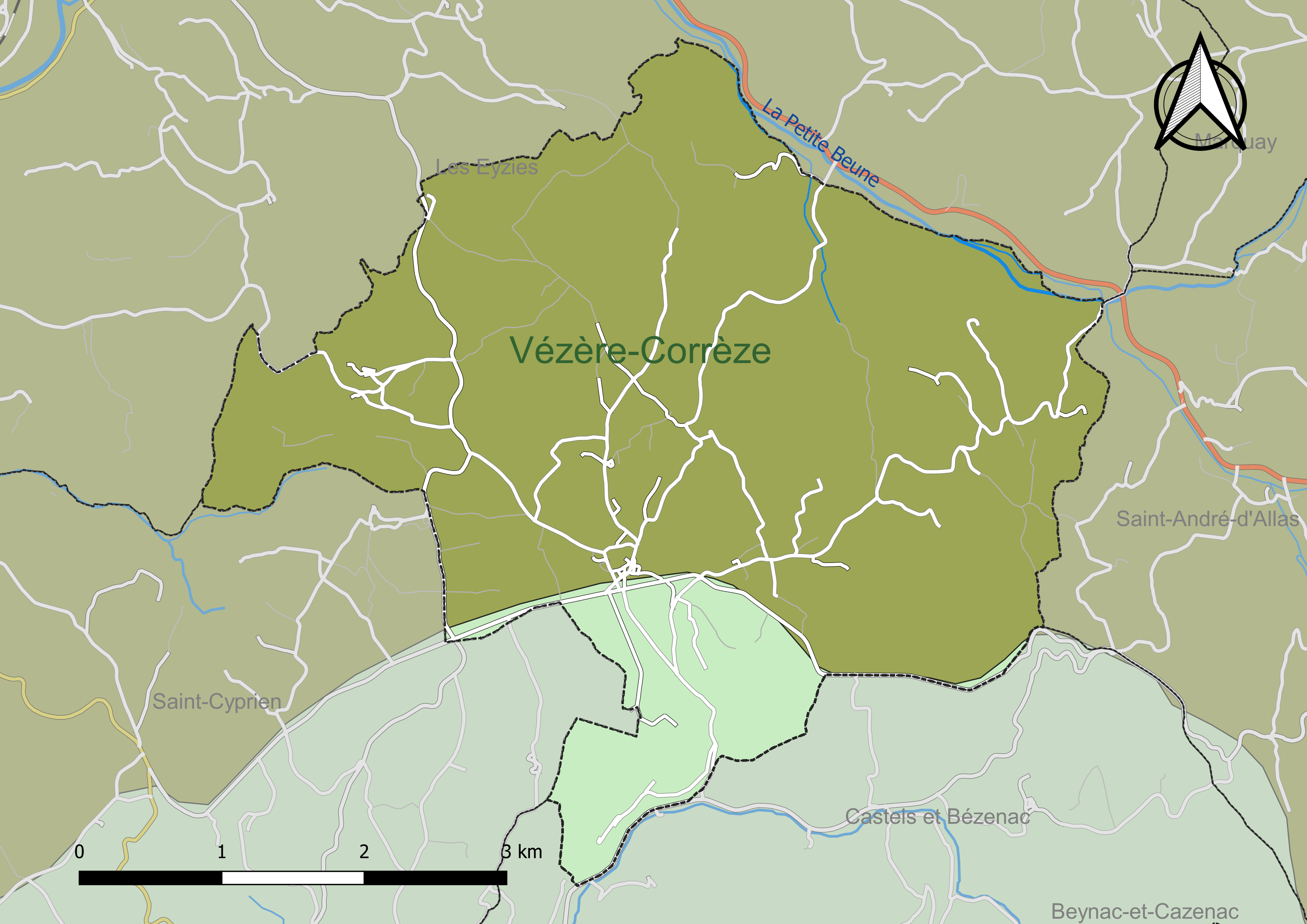
Carte des schémas d'aménagement et de gestion des eaux (SAGE) couvrant le territoire communal de Meyrals.

#### Gestion et qualité des eaux
Le territoire communal est couvert par les schémas d'aménagement et de gestion des eaux (SAGE) « Dordogne amont » et « Vézère-Corrèze ». Le SAGE « Dordogne amont », dont le territoire s'étend des sources de la Dordogne jusqu'à la confluence de la Vézère à Limeuil, d'une superficie de 9 700 km2 est en cours d'élaboration. La structure porteuse de l'élaboration et de la mise en œuvre est l'établissement public territorial de bassin de la Dordogne (EPIDOR). Le SAGE « Vézère-Corrèze », dont le territoire regroupe les bassins versants de la Vézère et de la Corrèze, d'une superficie de 3 730 km2 est en cours d'élaboration. La structure porteuse de l'élaboration et de la mise en œuvre est le conseil départemental de la Corrèze. Ils définissent chacun sur leur territoire les objectifs généraux d’utilisation, de mise en valeur et de protection quantitative et qualitative des ressources en eau superficielle et souterraine, en respect des objectifs de qualité définis dans le troisième SDAGE  du Bassin Adour-Garonne qui couvre la période 2022-2027, approuvé le 10 mars 2022.
Au nord, la majeure partie du territoire communal se situe dans le bassin versant de la Petite Beune et dépend du SAGE Vézère-Corrèze. Au sud, la zone correspondant au bassin du Moulant — petit affluent de la Dordogne — représente environ 15 % de la superficie communale et est rattachée au SAGE Dordogne amont.
La qualité des eaux de baignade et des cours d’eau peut être consultée sur un site dédié géré par les agences de l’eau et l’Agence française pour la biodiversité.

### Climat
Pour des articles plus généraux, voir Climat de la Nouvelle-Aquitaine et Climat de la Dordogne.
Historiquement, la commune est exposée à un climat océanique aquitain.  
En 2020, Météo-France publie une typologie des climats de la France métropolitaine dans laquelle la commune est exposée à un climat océanique altéré et est dans la région climatique  Aquitaine, Gascogne, caractérisée par une pluviométrie abondante au printemps, modérée en automne, un faible ensoleillement au printemps, un été chaud (19,5 °C), des vents faibles, des brouillards fréquents en automne et en hiver et des orages fréquents en été (15 à 20 jours).
Pour la période 1971-2000, la température annuelle moyenne est de 12,5 °C, avec  une amplitude thermique annuelle de 15,4 °C. Le cumul annuel moyen de précipitations est de 912 mm, avec 12,1 jours de précipitations en janvier et 6,8 jours en juillet. Pour la période 1991-2020, la température moyenne annuelle observée sur la station météorologique la plus proche, située sur la commune de Pays de Belvès à 14 km à vol d'oiseau, est de 13,0 °C et le cumul annuel moyen de précipitations est de 888,2 mm,. Pour l'avenir, les paramètres climatiques de la commune estimés pour 2050 selon différents scénarios d’émission de gaz à effet de serre sont consultables sur un site dédié publié par Météo-France en novembre 2022.

## Urbanisme

### Typologie
Au 1er janvier 2024, Meyrals est catégorisée commune rurale à habitat dispersé, selon la nouvelle grille communale de densité à 7 niveaux définie par l'Insee en 2022.
Elle est située hors unité urbaine. Par ailleurs la commune fait partie de l'aire d'attraction de Sarlat-la-Canéda, dont elle est une commune de la couronne,. Cette aire, qui regroupe 45 communes, est catégorisée dans les aires de moins de 50 000 habitants,.

### Occupation des sols
L'occupation des sols de la commune, telle qu'elle ressort de la base de données européenne d’occupation biophysique des sols Corine Land Cover (CLC), est marquée par l'importance des forêts et milieux semi-naturels (65 % en 2018), une proportion sensiblement équivalente à celle de 1990 (64,7 %). La répartition détaillée en 2018 est la suivante : 
forêts (64,4 %), zones agricoles hétérogènes (34 %), prairies (1 %), milieux à végétation arbustive et/ou herbacée (0,6 %). L'évolution de l’occupation des sols de la commune et de ses infrastructures peut être observée sur les différentes représentations cartographiques du territoire : la carte de Cassini (XVIIIe siècle), la carte d'état-major (1820-1866) et les cartes ou photos aériennes de l'IGN pour la période actuelle (1950 à aujourd'hui).

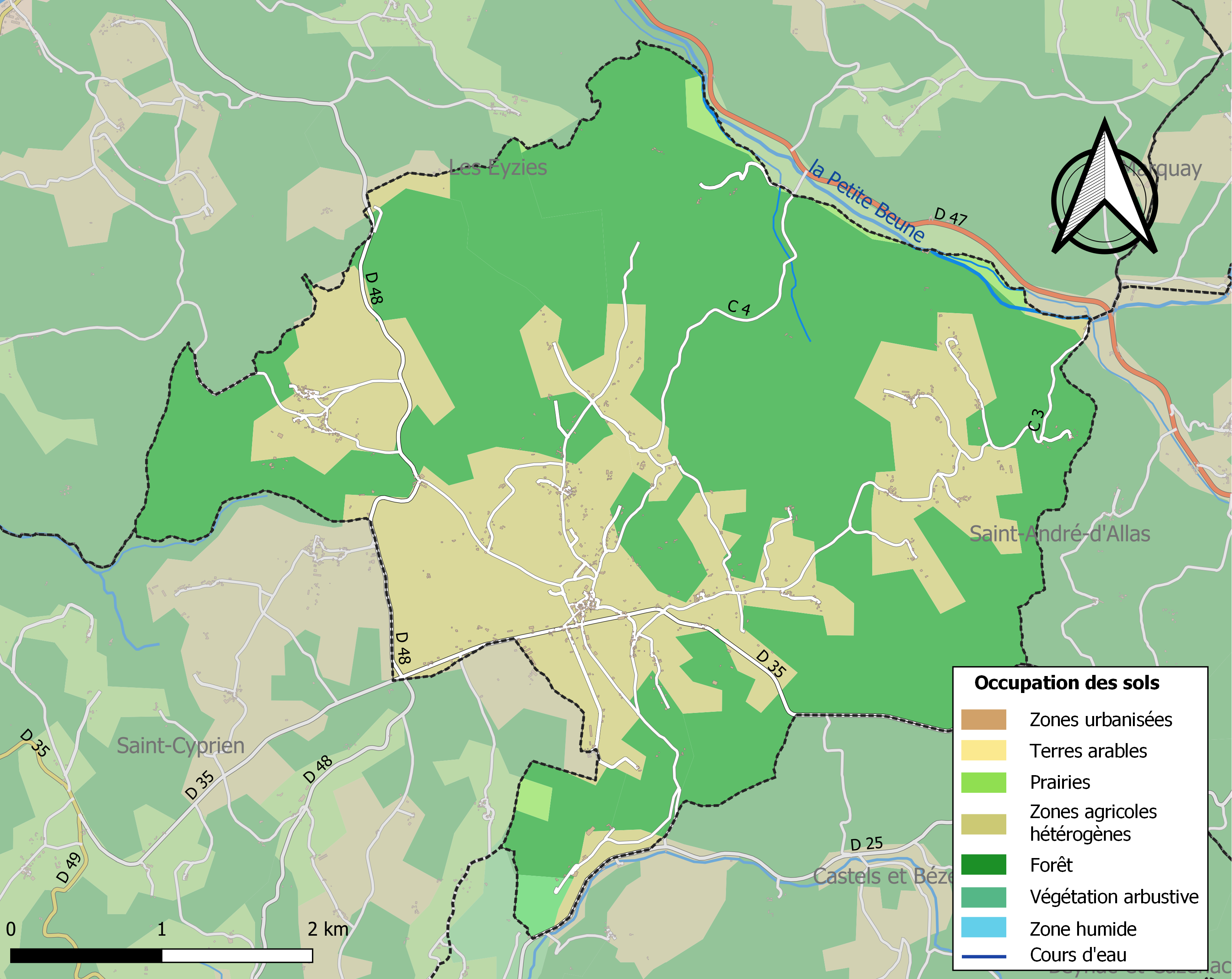
Carte des infrastructures et de l'occupation des sols de la commune en 2018 (CLC).

### Prévention des risques
Le territoire de la commune de Meyrals est vulnérable à différents aléas naturels : météorologiques (tempête, orage, neige, grand froid, canicule ou sécheresse), feux de forêts, mouvements de terrains et séisme (sismicité très faible). Un site publié par le BRGM permet d'évaluer simplement et rapidement les risques d'un bien localisé soit par son adresse soit par le numéro de sa parcelle.
Meyrals est exposée au risque de feu de forêt. L’arrêté préfectoral du 14 mars 2013 fixe les conditions de pratique des incinérations et de brûlage dans un objectif de réduire le risque de départs d’incendie. À ce titre, des périodes sont déterminées : interdiction totale du 15 février au 15 mai et du 15 juin au 15 octobre, utilisation réglementée du 16 mai au 14 juin et du 16 octobre au 14 février. En septembre 2020, un plan inter-départemental de protection des forêts contre les incendies (PidPFCI) a été adopté pour la période 2019-2029,.

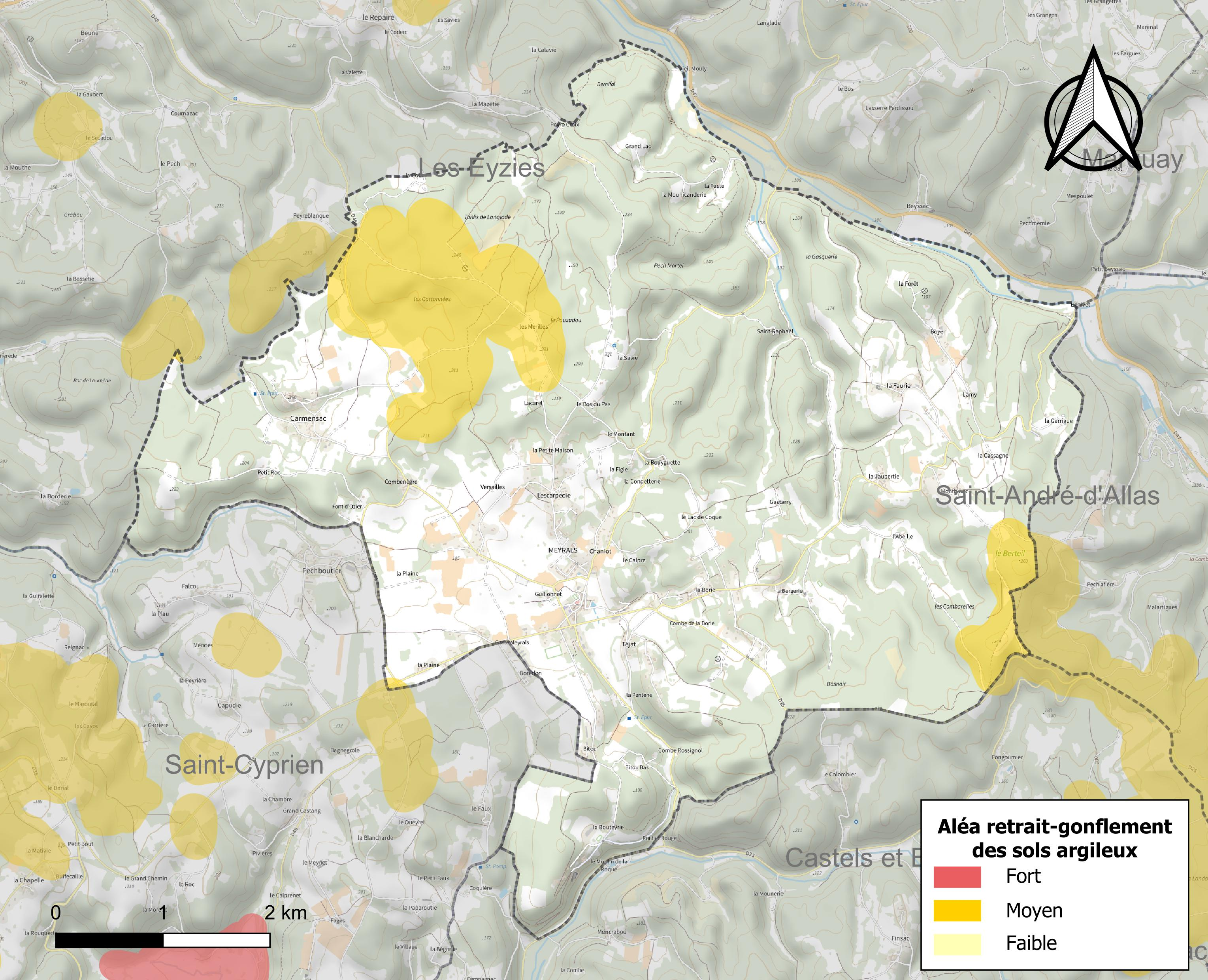
Carte des zones d'aléa retrait-gonflement des sols argileux de Meyrals.

Les mouvements de terrains susceptibles de se produire sur la commune sont des tassements différentiels. Le retrait-gonflement des sols argileux est susceptible d'engendrer des dommages importants aux bâtiments en cas d’alternance de périodes de sécheresse et de pluie. 9,7 % de la superficie communale est en aléa moyen ou fort (58,6 % au niveau départemental et 48,5 % au niveau national métropolitain). Depuis le 1er octobre 2020, en application de la loi ÉLAN, différentes contraintes s'imposent aux vendeurs, maîtres d'ouvrages ou constructeurs de biens situés dans une zone classée en aléa moyen ou fort,.
La commune a été reconnue en état de catastrophe naturelle au titre des dommages causés par les inondations et coulées de boue survenues en 1982 et 1999, par la sécheresse en 1989 et 1992 et par des mouvements de terrain en 1999.

## Toponymie
En occitan, la commune porte le nom de Mairal.

## Politique et administration

### Administration municipale
La population de la commune étant comprise entre 500 et 1 499 habitants au recensement de 2017, quinze conseillers municipaux ont été élus en 2020,.

### Liste des maires
| Période                                  | Période   | Identité       | Étiquette | Qualité                                |
| ---------------------------------------- | --------- | -------------- | --------- | -------------------------------------- |
| Les données manquantes sont à compléter. |           |                |           |                                        |
|                                          |           |                |           |                                        |
| 1989                                     | mars 2014 | Francis Dutard | PS        | Retraité de la SNCF Conseiller général |
| mars 2014 (réélu en mai 2020)            | En cours  | Joël Le Corre  |           |                                        |

### Jumelages
Bieuzy (France)

## Équipements et services publics

### Justice
Dans le domaine judiciaire, Meyrals relève : 
- du tribunal de proximité de Sarlat-la-Canéda ;
- du tribunal judiciaire, du tribunal pour enfants, du conseil de prud'hommes et du tribunal de commerce de Bergerac ;
- du pôle Nationalité du tribunal judiciaire de Périgueux (compétent uniquement dans le domaine de la nationalité) ;
- de la cour d'appel et de la  cour administrative d'appel de Bordeaux.

## Population et société

### Démographie
L'évolution du nombre d'habitants est connue à travers les recensements de la population effectués dans la commune depuis 1793. Pour les communes de moins de 10 000 habitants, une enquête de recensement portant sur toute la population est réalisée tous les cinq ans, les populations de référence des années intermédiaires étant quant à elles estimées par interpolation ou extrapolation. Pour la commune, le premier recensement exhaustif entrant dans le cadre du nouveau dispositif a été réalisé en 2006.

En 2022, la commune comptait 710 habitants, en évolution de +11,29 % par rapport à 2016 (Dordogne : +0,37 %, France hors Mayotte : +2,11 %).
| 1793 | 1800 | 1806 | 1821 | 1831 | 1836 | 1841 | 1846 | 1851 |
| ---- | ---- | ---- | ---- | ---- | ---- | ---- | ---- | ---- |
| 866  | 866  | 872  | 821  | 844  | 868  | 845  | 873  | 921  |

| 1856 | 1861 | 1866 | 1872 | 1876 | 1881 | 1886 | 1891 | 1896 |
| ---- | ---- | ---- | ---- | ---- | ---- | ---- | ---- | ---- |
| 878  | 842  | 850  | 778  | 734  | 723  | 737  | 691  | 685  |

| 1901 | 1906 | 1911 | 1921 | 1926 | 1931 | 1936 | 1946 | 1954 |
| ---- | ---- | ---- | ---- | ---- | ---- | ---- | ---- | ---- |
| 642  | 634  | 590  | 365  | 574  | 539  | 520  | 512  | 457  |

| 1962 | 1968 | 1975 | 1982 | 1990 | 1999 | 2006 | 2011 | 2016 |
| ---- | ---- | ---- | ---- | ---- | ---- | ---- | ---- | ---- |
| 439  | 434  | 368  | 385  | 417  | 468  | 519  | 573  | 638  |

| 2021 | 2022 | - | - | - | - | - | - | - |
| ---- | ---- | - | - | - | - | - | - | - |
| 693  | 710  | - | - | - | - | - | - | - |

### Manifestations culturelles et festivités
- Festival des épouvantails, chaque été, depuis 1999 (26e anniversaire en 2025)[50].

Festival des épouvantails 2014
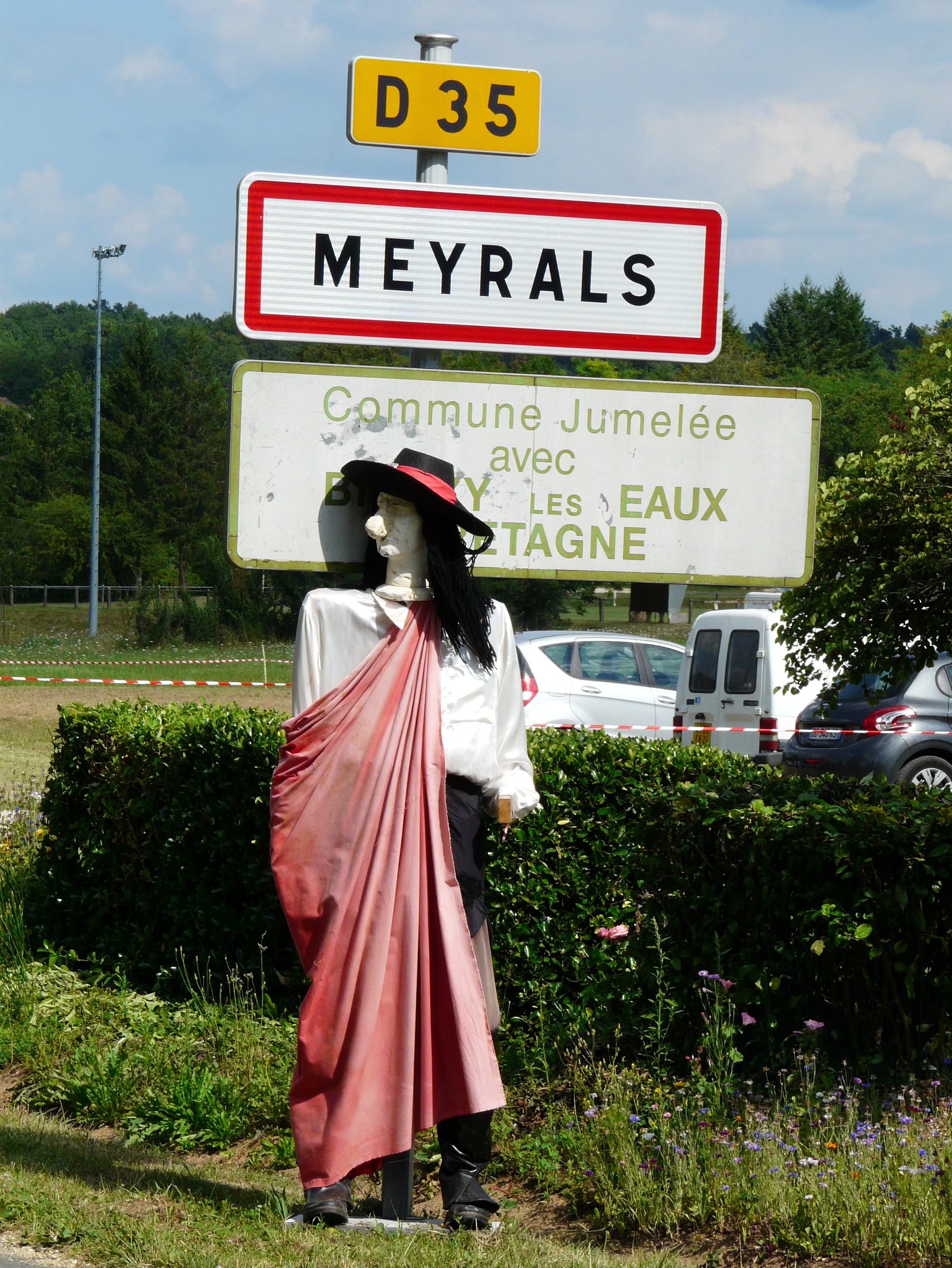
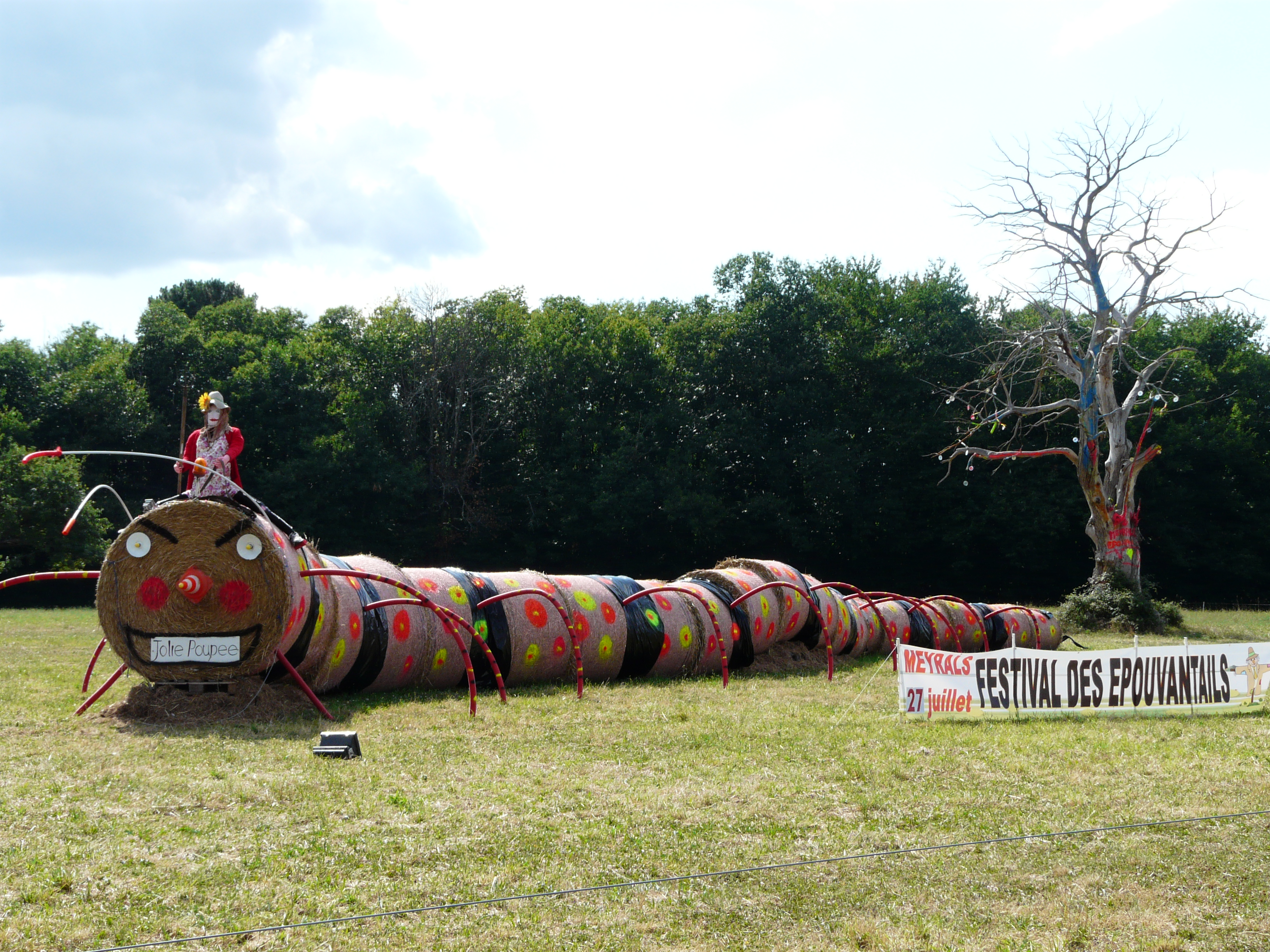
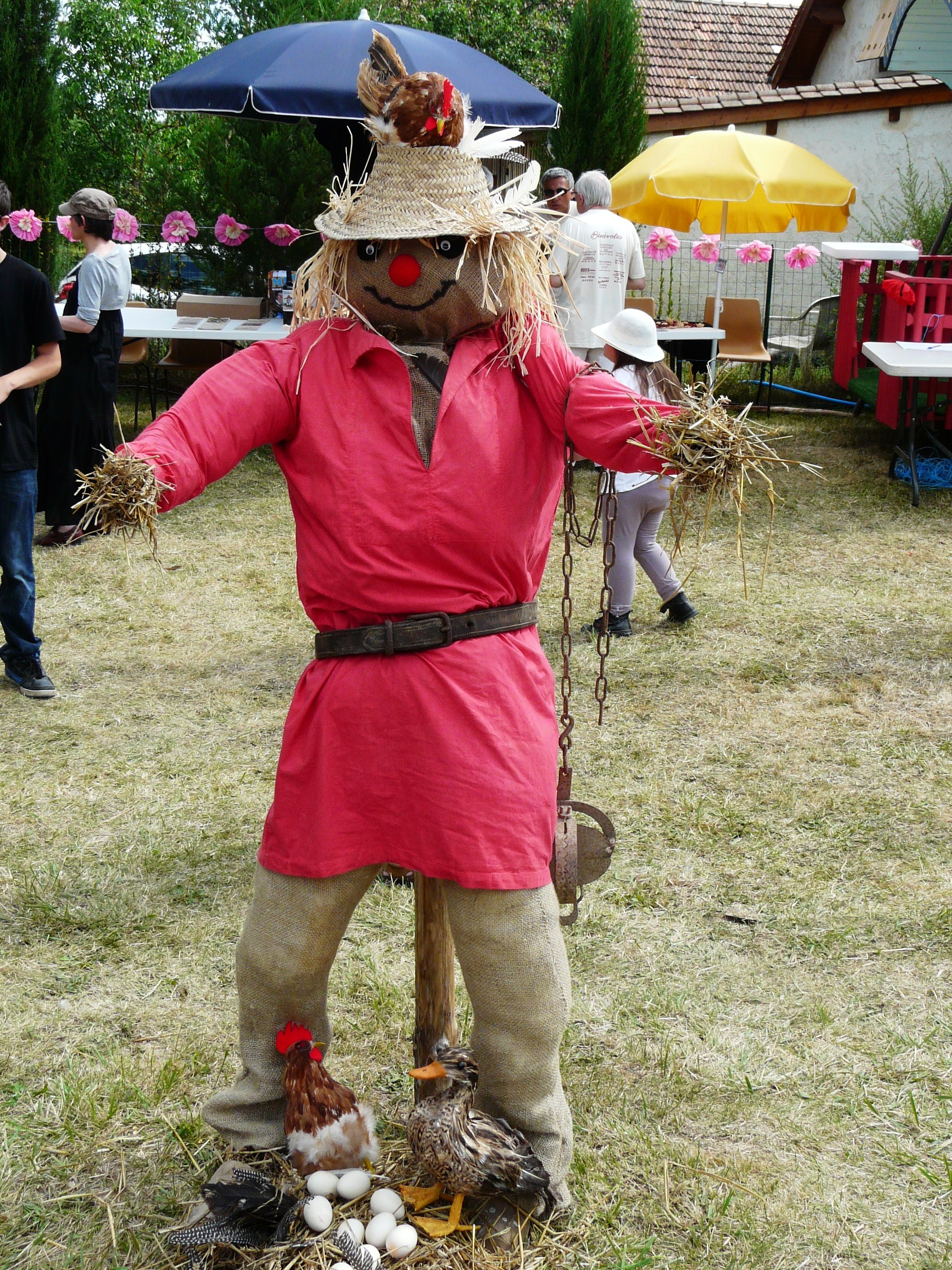
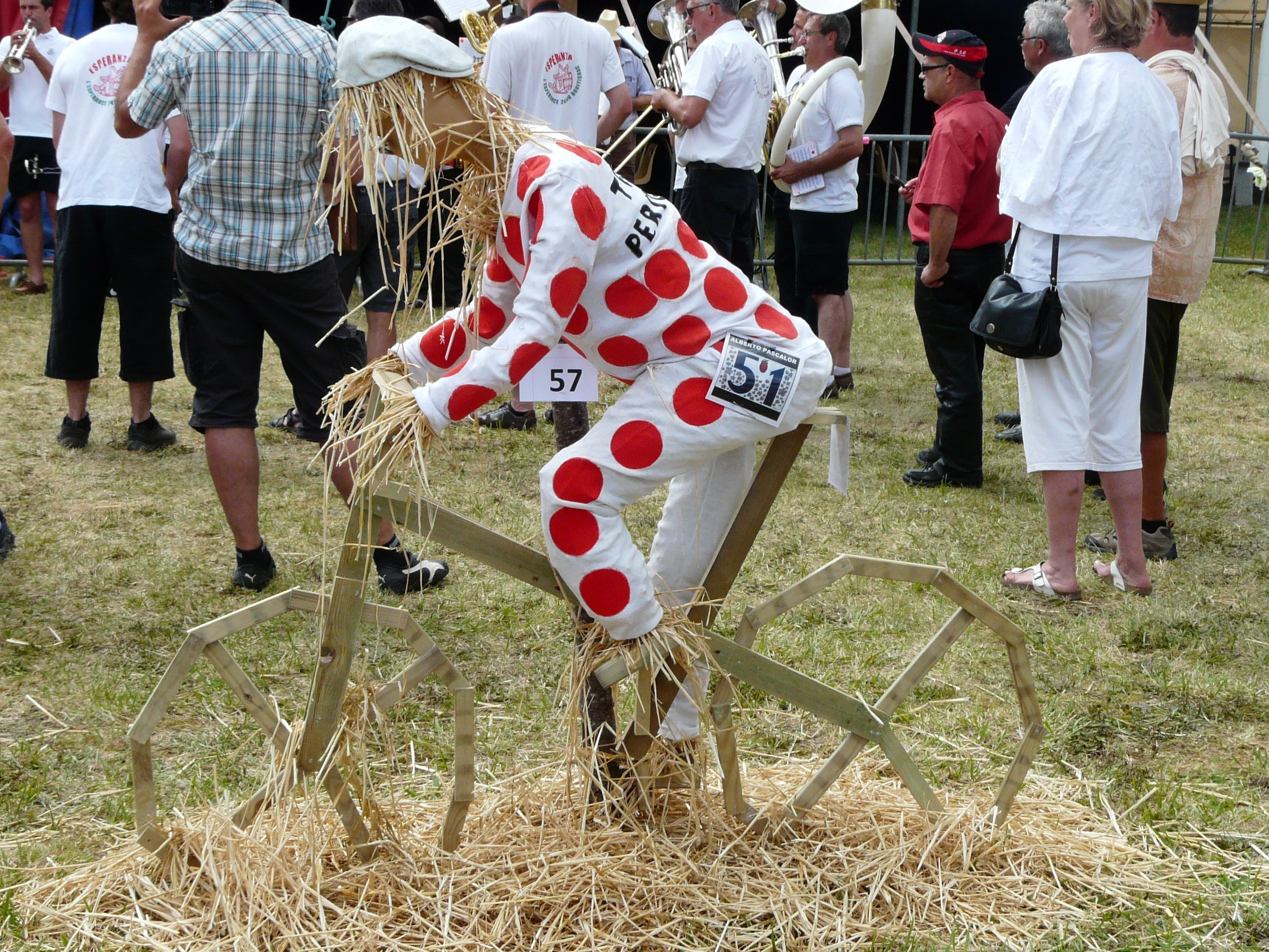
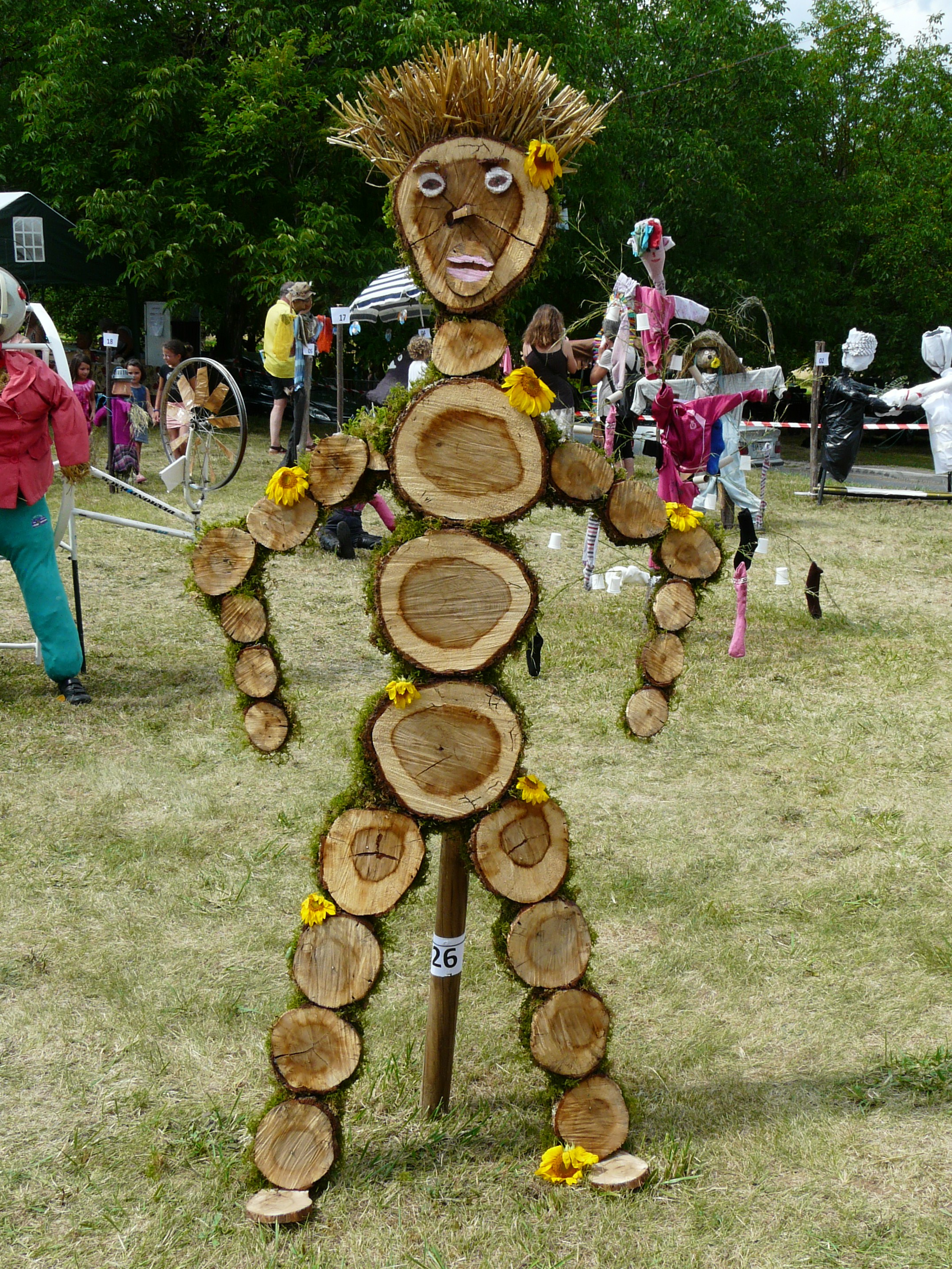
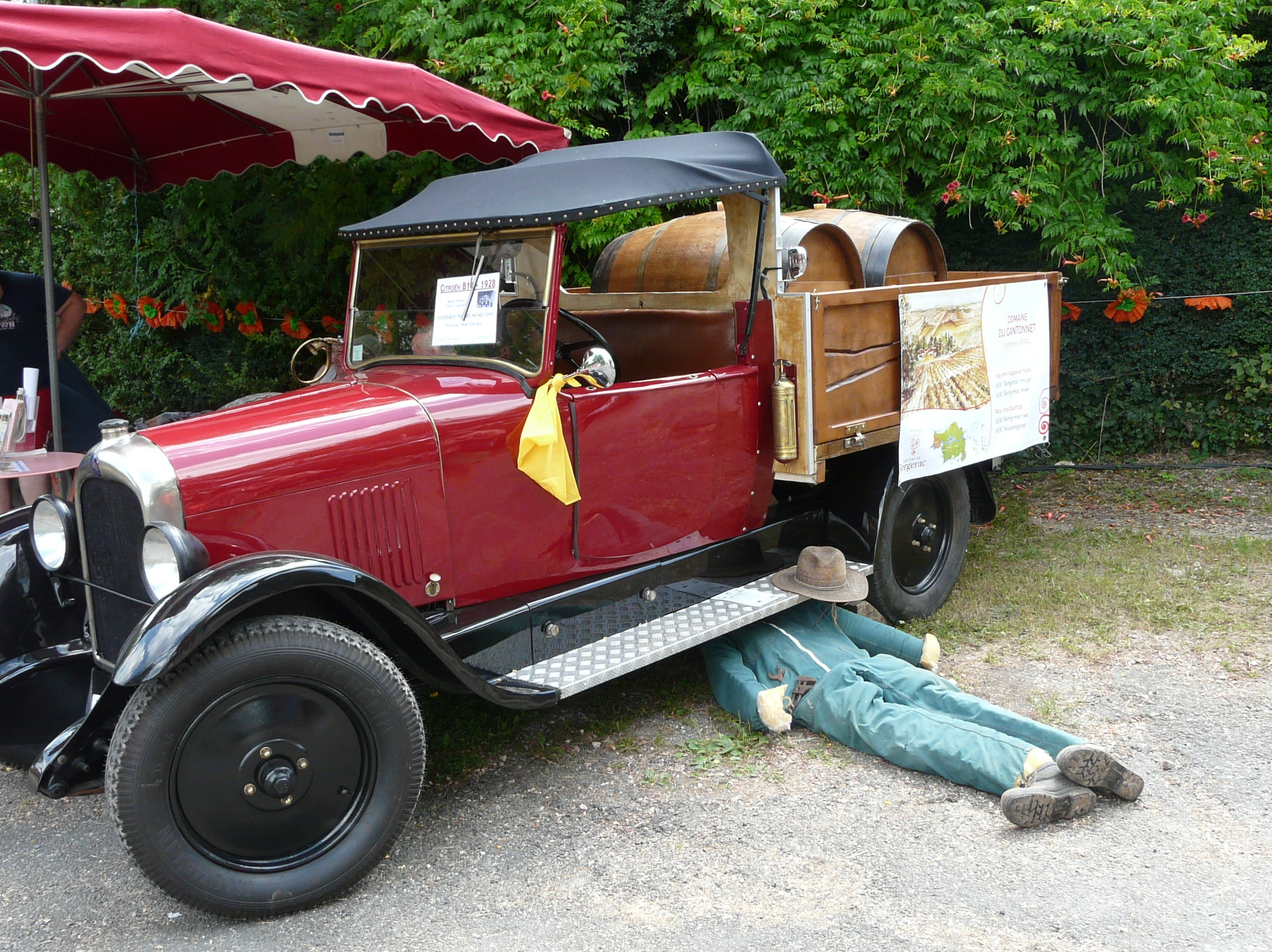
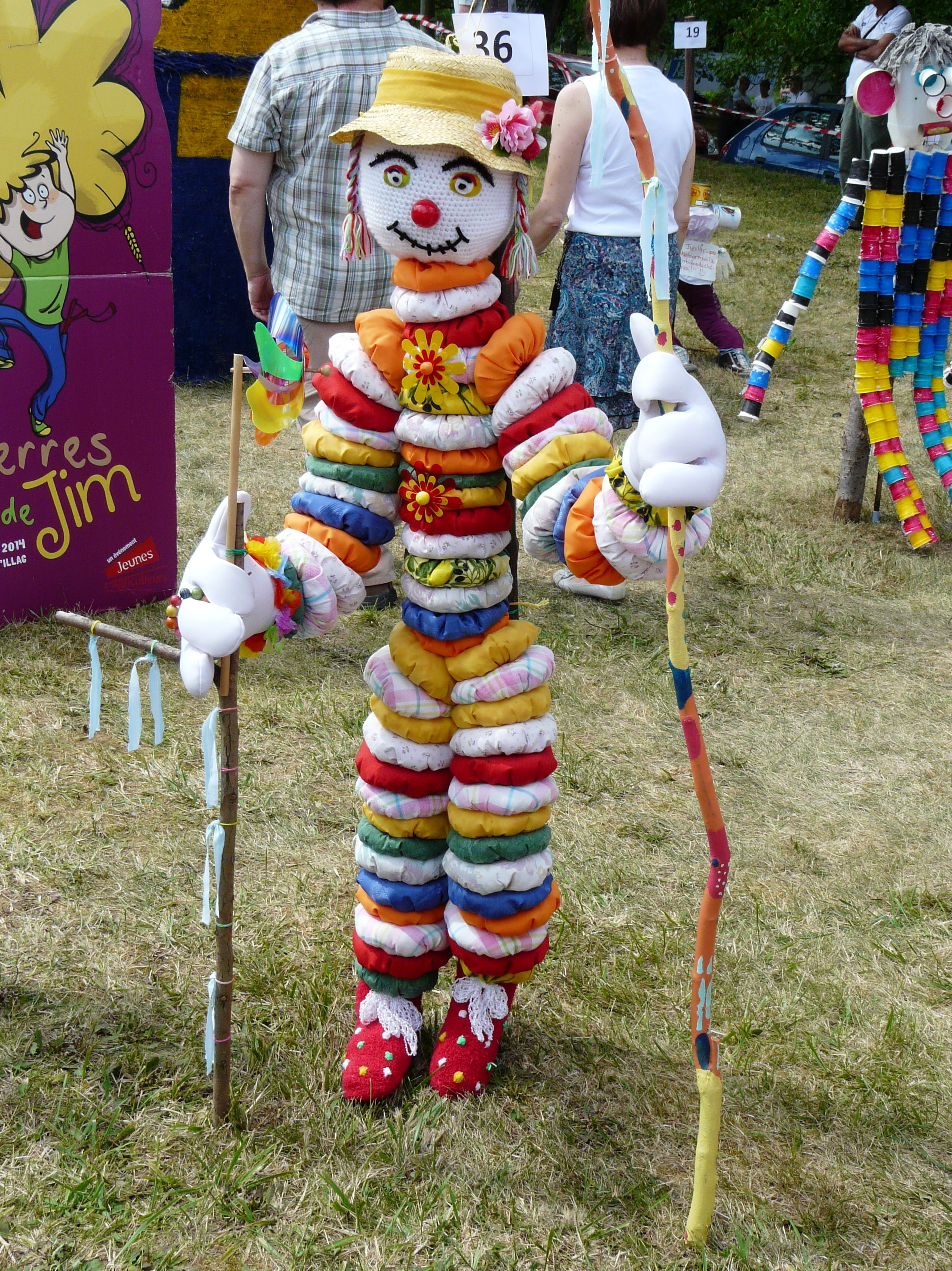

## Économie

### Emploi
En 2015, parmi la population communale comprise entre 15 et 64 ans, les actifs représentent 272 personnes, soit 43,8 % de la population municipale. Le nombre de chômeurs (trente-deux) a augmenté par rapport à 2010 (vingt-cinq) et le taux de chômage de cette population active s'établit à 11,8 %.

### Établissements
Au 31 décembre 2015, la commune compte soixante-huit établissements, dont quarante-sept au niveau des commerces, transports ou services, huit relatifs au secteur administratif, à l'enseignement, à la santé ou à l'action sociale, six dans la construction, quatre dans l'agriculture, la sylviculture ou la pêche, et trois dans l'industrie.

## Culture locale et patrimoine

### Lieux et monuments
- Église Saint-Eutrope, construite essentiellement au XIIe siècle, inscrite au titre des monuments historiques en 2007[54].
- Château de la Roque, XIIe, XIIIe et XVIe siècles. Il est inscrit au titre des monuments historiques depuis 1927 et les fresques de son oratoire sont classées depuis 1963[55].
- Grotte de Bernifal, classée au titre des monuments historiques en 1904[56].
- Grotte préhistorique du Bison, à Bernifal, inscrite au titre des monuments historiques en 2005[57],[58].
- Grotte dite Sous le Grand Lac, à Grand-Lac, inscrite au titre des monuments historiques en 1981[59].

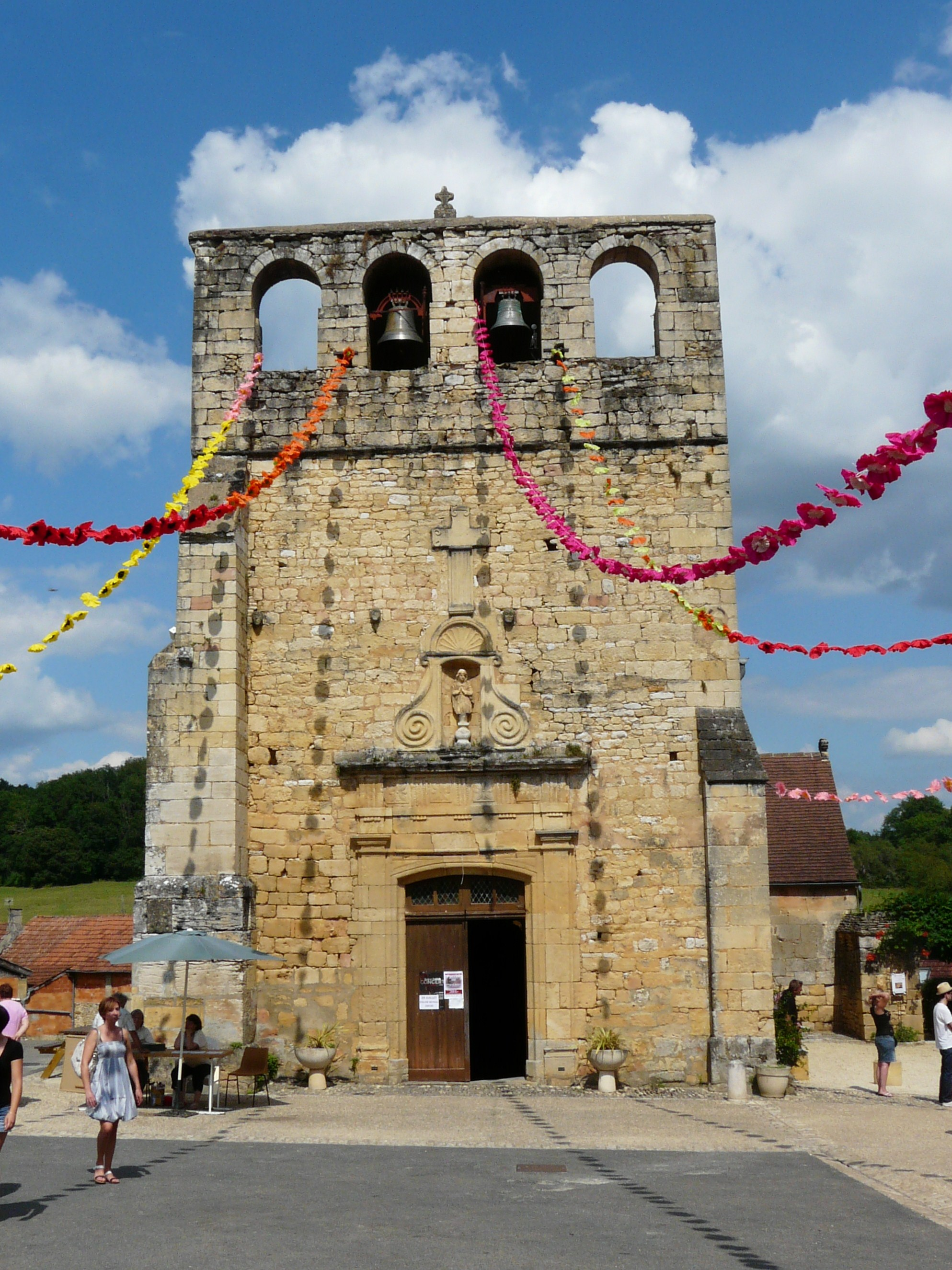
L'église Saint-Eutrope.
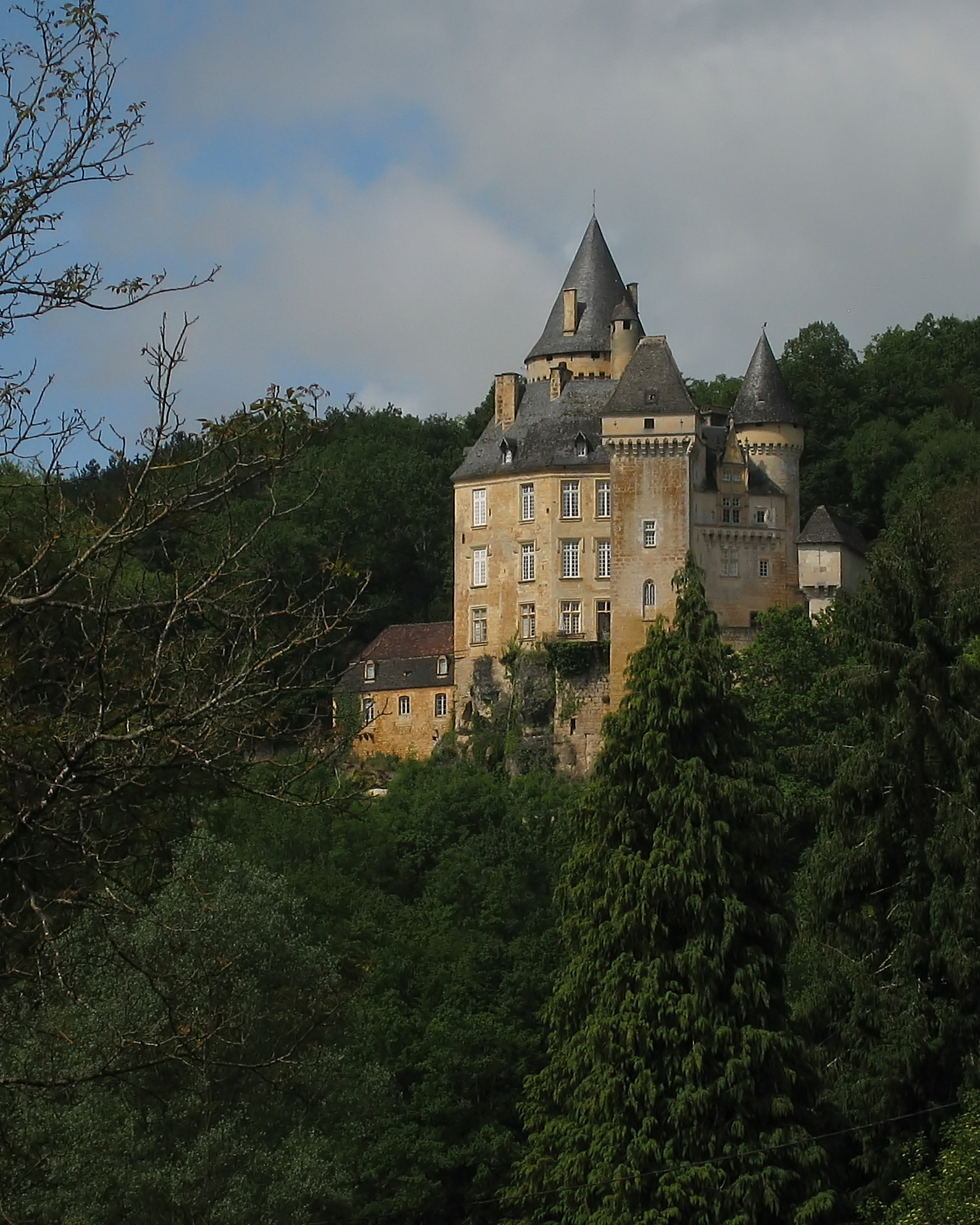
Le château de la Roque.
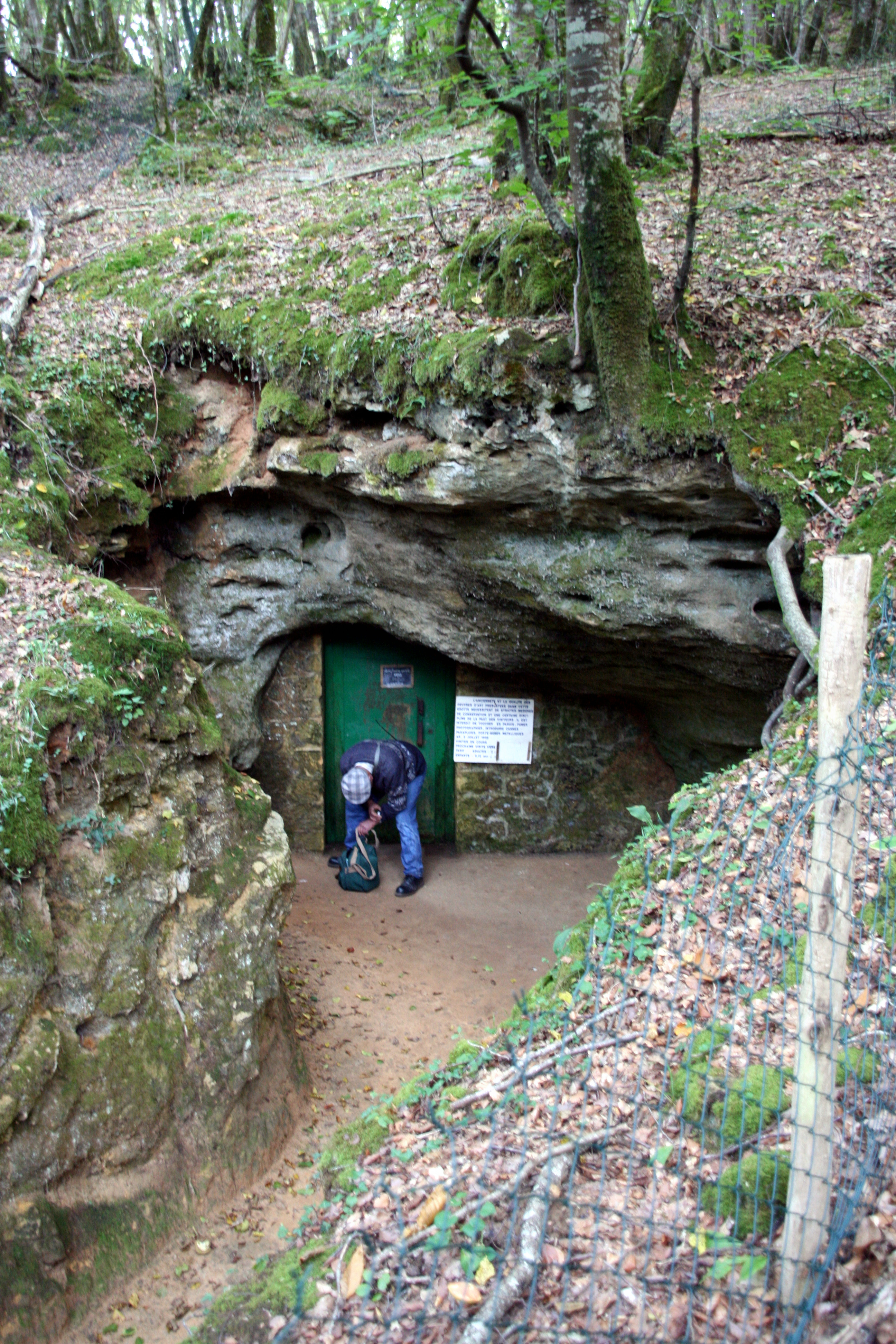
L'entrée de la grotte de Bernifal.
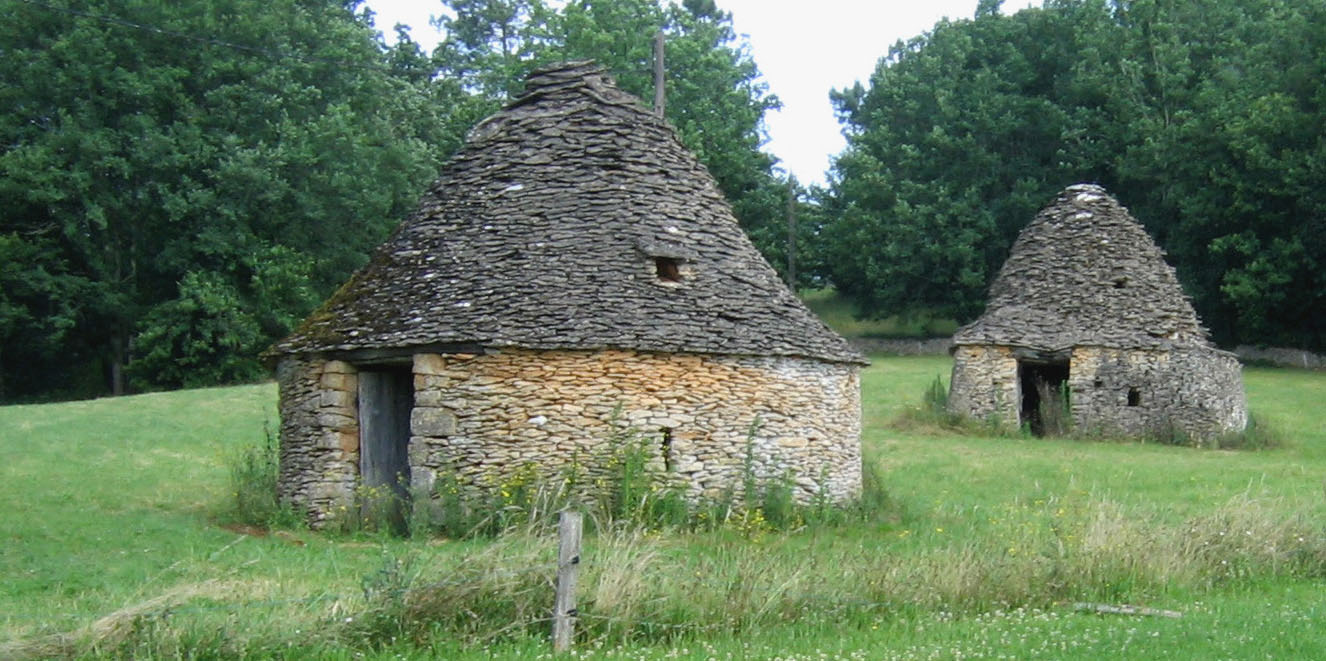
Cabanes en pierre sèche au lieu-dit Boyer.
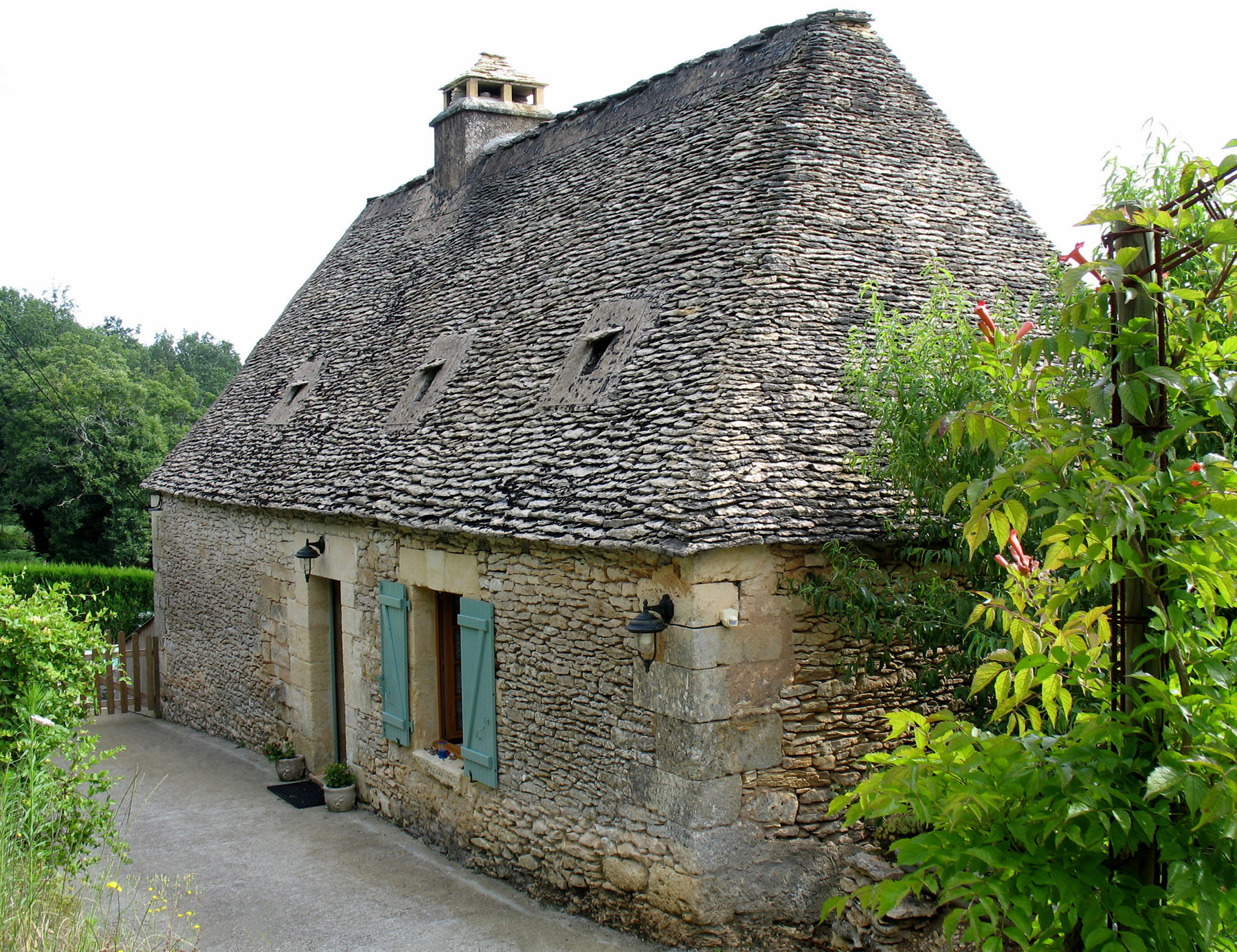
Maison en pierre au lieu-dit Boyer.
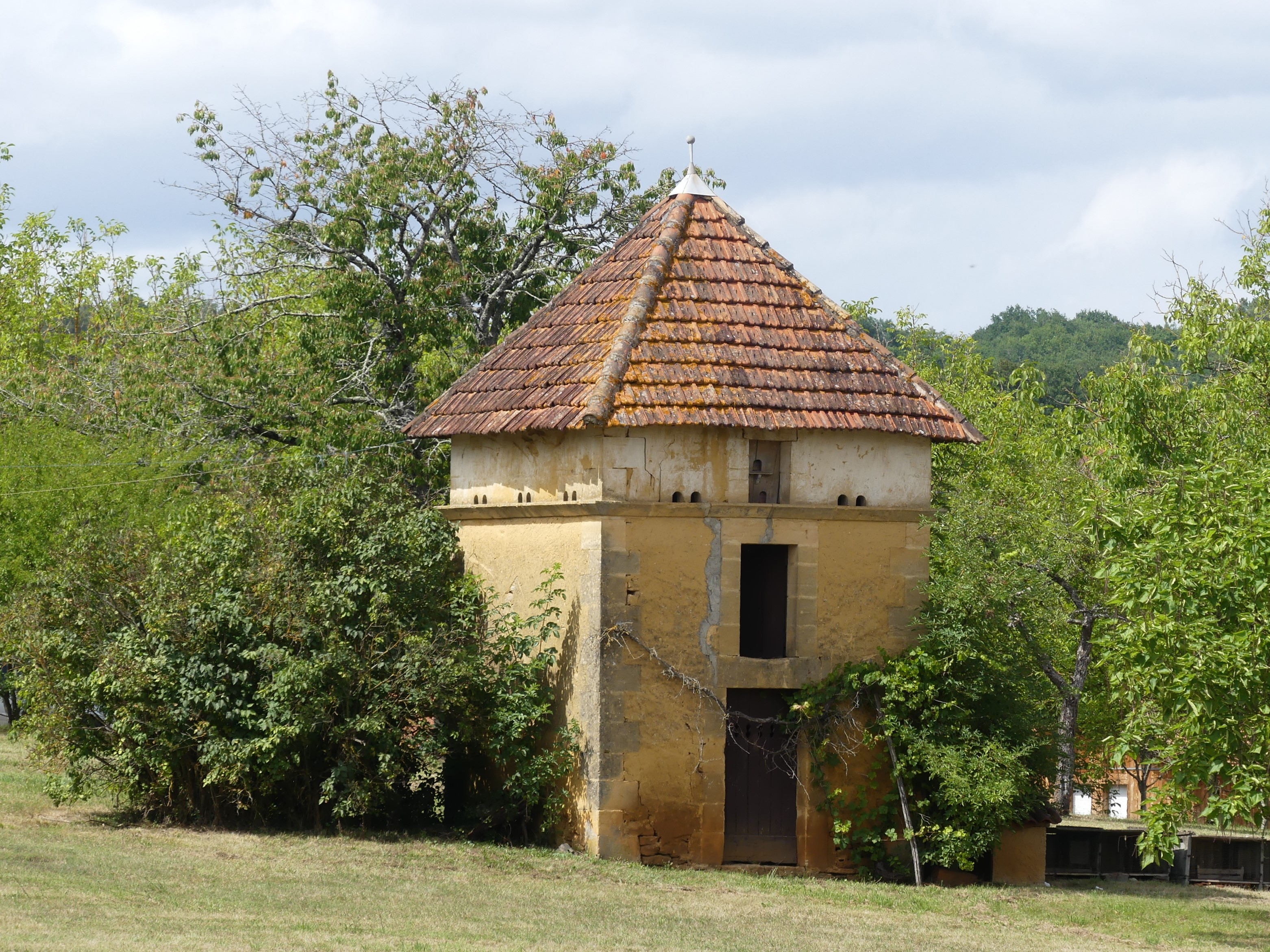
Pigeonnier dans le bourg.

### Personnalités liées à la commune
- Christophe de Beaumont (1703-1781), archevêque de Paris, né à Meyrals au château de la Roque.

### Héraldique
| Blason de Meyrals | Blason  | Écartelé : au 1er d'argent à la hache d'armes de sable posée en bande, emmanchée d'or, les extrémités du manche de gueules, au 2e de gueules à la cabane de pierres sèches d'or, couverte d'argent, au 3e de gueules au château du lieu (château de la Roque des Péagers) d'or essoré d'argent et ajouré de sable, au 4e d'argent à la représentation préhistorique de mammouth de sable ; à la croix cléchée pommetée de douze pièces d'or, remplie de gueules brochant en abîme sur la partition. |
| Blason de Meyrals | Détails | Le statut officiel du blason reste à déterminer. |

### Cinéma
- Le village fut le décor du film Périgord noir (1988), avec Roland Giraud.

### Distinctions culturelles
Meyrals fait partie des communes ayant reçu en 2010 l’étoile verte espérantiste, distinction remise aux maires de communes recensant des locuteurs de la langue construite espéranto.

## Pour approfondir